# Andrés Bonifacio
Andrés Bonifacio y de Castro (ur. 30 listopada 1863, zm. 10 maja 1897) – filipiński działacz niepodległościowy, polityk, poeta i pisarz.

## Życiorys
Andrés Bonifacio urodził się 30 listopada 1863 w manilskiej Tondzie. Wokół jego dzieciństwa, dorastania oraz edukacji narosło wiele nieporozumień i niejasności. Pracował w kilku firmach zagranicznych, występował też na deskach amatorskiego teatru. Wcześnie zaangażował się w działalność niepodległościową, należał do założonej przez José Rizala Ligi Filipińskiej. Wstąpił także w szeregi krajowego wolnomularstwa. 7 lipca 1892 utworzył Katipunan, tajne stowarzyszenie, którego celem było wyzwolenie Filipin spod panowania hiszpańskiego. Od 1895 stał też na jego czele. W sierpniu 1896, po zdekonspirowaniu przez władze kolonialne, zdecydował się na otwarte wystąpienie zbrojne przeciwko Hiszpanom. Był najwyższym przywódcą filipińskich wojsk powstańczych w początkowym okresie rewolucji filipińskiej. Z czasem na skutek porażek na polach bitew oraz walk frakcyjnych stracił władzę i wpływy. Został oskarżony o zdradę i rozstrzelany z rozkazu generała Emilio Aguinaldo 10 maja 1897.
Poeta i pisarz, pozostawił po sobie utwory takie jak Pag-ibig sa Tinubuang Lupa i Ang Dapat Mabatid ng Mga Tagalog. Dwukrotnie lub trzykrotnie żonaty. Jedną z jego małżonek była Gregoria de Jesus. Powszechnie uznawany jest za bohatera narodowego Filipin, rocznica jego narodzin obchodzona jest w tym kraju jako Dzień Bonifacia. Uwieczniony w filipińskim kinie, jak również na monetach i banknotach filipińskiego peso. Jego imię noszą ulice w kilku miastach na archipelagu.